# Paolo Farina (calciatore)
Paolo Farina (Olbia, 4 febbraio 1939 – Porto Vecchio, 30 novembre 2022) è stato un calciatore italiano, di ruolo difensore.

## Carriera
Nel corso della sua carriera ha militato per 12 stagioni al Bastia, disputando 83 incontri in seconda divisione più altri 59 in massima serie.

## Palmarès
- Campionato francese di seconda divisione: 1

Bastia: 1967-1968